# Véidelevka
Véidelevka (ruso: Ве́йделевка) es un asentamiento de tipo urbano de Rusia, capital del raión homónimo en la óblast de Bélgorod.
En 2021, el territorio del asentamiento tenía una población de 7409 habitantes, de los cuales 7347 vivían en el propio asentamiento y el resto en su única pedanía, el jútor de Pridorozhni.
Se ubica unos 20 km al este de Valuiki, sobre la carretera 14K-8 que lleva a Rovenkí.

## Historia
Fue fundado en 1747 por el militar de origen pomeranio Rüdiger Wedel, de cuyo apellido deriva el topónimo. La fundación se hizo asentando a siervos de origen ucraniano. En 1830 las tierras fueron heredadas por el nieto del fundador, Nikita Petróvich Panin, y la familia noble Panin siguió siendo propietaria hasta la Revolución Rusa de 1917. Tras haber formado parte la zona de la República Popular Ucraniana, en 1926 la Unión Soviética decidió enviar a cien familias del pueblo a un sovjós a las afueras de Taskent. El pueblo adoptó el estatus de capital distrital en 1928, al formarse la óblast de Chernozem Central, y el de asentamiento de tipo urbano en 1972.